# Greis Domi
Greis Domi (Durazzo, 30 ottobre 1998) è una calciatrice albanese, centrocampista della Ternana.

## Carriera

### Club
Greis Domi cresce calcisticamente nelle giovanili del Firenze, società che dalla stagione 2013-2014 la inserisce nella formazione che disputa il Campionato Primavera. Le prestazioni offerte nella stagione della giovanile convince la società ad inserirla in rosa con la squadra titolare.
Partita come riserva del reparto centrale, Domi fa il suo esordio in Serie A nel corso della stagione 2014-2015.
Nell'estate 2015 è passata a far parte della squadra primavera della Fiorentina.
Nel dicembre 2017 viene ceduta in prestito fino a fine stagione alla Torres, partecipante al campionato di Serie B nel girone B.
A dicembre 2018 va di nuovo in prestito, in Serie B, alla Roma CF.
Nell'estate 2019 si trasferisce al Vittorio Veneto, appena ripescato in Serie B.

### Nazionale
Nell'estate 2014 Domi viene selezionata dal commissario tecnico Saimir "Miro" Keci per vestire la maglia della nazionale albanese Under-19 che affronta le qualificazioni al campionato europeo di categoria 2015. Nel 2015 gioca ancora per la Nazionale U-19 nelle fasi di qualificazione al campionato europeo di categoria 2016.
Dal 2017 è inserita nella rosa della nazionale maggiore